# مات هانكوك
مات هانكوك (بالإنجليزية: Matthew Hancock)‏ هو اقتصادي وسياسي بريطاني، ولد في 2 أكتوبر 1978 في المملكة المتحدة. حزبياً، نشط في حزب المحافظين.

## مناصب
- تم تعيينه وزيراً للصحة والرعاية الإجتماعية في (9 يوليو 2018 –الوقت الحاضر).
- تم تعيينه وزيراً للثقافة والإعلام والرياضة من (8 يناير 2018 – 8 يوليو 2018).
- في انتخابات المملكة المتحدة لعام 2010، انتخب عضو برلمان المملكة المتحدة الـ55 عن دائرة سوفوك الغربية وقد انضم خلال فترته النيابية ‏ (6 مايو 2010 – 30 مارس 2015) للكتلة البرلمانية حزب المحافظين.
- في الانتخابات العامة في المملكة المتحدة 2015، انتخب عضو برلمان المملكة المتحدة الـ56 عن دائرة سوفوك الغربية وقد انضم خلال فترته النيابية ‏ (8 مايو 2015 – 3 مايو 2017) للكتلة البرلمانية حزب المحافظين.
- في الانتخابات التشريعية البريطانية 2017، انتخب عضو برلمان المملكة المتحدة الـ57 عن دائرة سوفوك الغربية وقد انضم خلال فترته النيابية ‏ (8 يونيو 2017 – ) للكتلة البرلمانية حزب المحافظين.
- انتخب عضو مجلس الشورى البريطاني.

## حياته الشخصية
تم تشخيصه في تاريخ 27/03/2020 على انه مصاب بمرض فيروس كورونا 2019.
في ٢٥ يونيو ٢٠٢١ تعرض لفضيحة اخلاقية تسببت في استقالته من وزارة الصحة في اليوم التالي بعد ان واجه ضغوطا مجتمعية وسياسية جراء تلك الفضيحة  

## وصلات خارجية
- الموقع الرسمي